# 峨山镇 (枣庄市)
峨山镇，是中华人民共和国山東省枣庄市峄城区下辖的一个乡镇级行政单位。

## 行政区划
峨山镇下辖以下地区：
城一村、城二村、城三村、城四村、萝藤村、石拉村、马楼村、荣庄村、店子村、前利增村、后利增村、居沃村、黄泉村、太平庄村、董流井村、李流井村、于流井村、侯流井村、杨堡村、三山村、姚庄村、各大布村、贾楼村、黄庄村、张庄村、晏庄村、前山头村、后山头村、赵庄村、刘庄村、周官庄村、刘河崖村、倪塘村、孙庄村、东任庄村、呼庄村、峨山村、峨山湾村、夏庄村、侯辛庄村、石门东村、石门西村、石埠村、福临村、左庄村、沃洛村、仙桥村、西马寨村、后马寨村、前马寨村、任庄村、周庄村、小鲍庄村、后香屯村、前香屯村、李堡村、河口村、大鲍庄村、大官庄村、高庄村和王庄村。

## 人口
2010年中国第六次人口普查时，峨山镇共有人口54452人。共有家庭16757户，平均每户3.23人。14岁以下的少年儿童共10939人，占总人口20.08%；15-64岁人口共37882人，占总人口69.56%；65岁及以上的老年人共5631人，占总人口的10.34%。男性共计28758人，占总人口52.81%；女性共计25694，占总人口47.18%。本地居住的人口中，拥有本地户籍的人口为51170人，占93.97%。